# ПЛ 750 кВ Південноукраїнська АЕС — Ісакча
Повітряна лінія 750 кВ Південноукраїнська АЕС — Ісакча — Варна» — побудована у рамках розвитку енергосистеми «Мир», лінія поєднувала три країни, СРСР, Румунію, Болгарію із досить складним переходом річки Дунай.
Лінія будувалася для експорту електроенергії у Румунію та Болгарію. Проєкт у Румунії розглядався західним світом як допомога режиму Чаушеску; СРСР, своєю чергою, мав на меті підсилити енергосистему «Мир» у Румунії (яка вже мала дві ПЛ через Молдову), приєднати станцію АЕС Козлодуй у Болгарії та отримати дольову участь Румунії у будівництві Південноукраїнської АЕС.
З розпадом СРСР лінія, на відміну від лінії в Польщу та лінії в Угорщину поступово була розграбована на металобрухт. Станом на 2020 рік із понад тисячі опор залишилося декілька з дротами у районі переходу та сам перехід річки Дунай, декілька десятків опор на території Молдови, поодинокі опори на Одещині, та понад два десятки прольотів біля Південноукраїнської АЕС, які знаходяться під охоронною напругою 35 кВ. Цілком неушкодженим залишився перехід Дунаю, виконаний на двох 118 метрових дельтаподібних стовпах з довжиною провису в 938 метрів, половина якого знаходиться в Румунії. Повністю зберігся законсервований фрагмент лінії в три кілометри від кордону України до відкритого розподільного пристрою в Ісакчі. Від розподільної станції в Ісакчі Румунія повністю зберегла продовження своєї частини лінії до Варни яку вона будувала у середині 80-х своїм коштом. Збережений фрагмент на південь до Варни (Болгарія) у 106 км використовується обома країнами для нижчого класу напруги — 400 кВ. Лінія проходила на великому проміжку часто паралельною із нині діючою лінією 400 кВ, десятки разів перетинає кордон з Молдовою та не мала жодних відгалужень на території Молдови.

## Історія
Домовленість про будівництво лінії електропередачі 750 кВ від України через Румунію до Болгарії збіглася в часі з будівництвом нової атомної електростанції — ПАЕС. Угоду підписали в Москві 1982 року міністри електроенергетики Радянського Союзу, Румунії та Болгарії. Будівництво розпочалося 1983 року. Швидкості укладання угоди під час правління Чаушеску зі сторони Румунії додало ігнорування Європейською спільнотою допомоги у спорудженні ядерних реакторів у Румунії, а запити які були надіслані до Канади у рамках співробітництва залишались без уваги понад 15 років. На фоні значних дисбалансів у енергетиці Румунії при у 80-х експортне джерело з УРСР розглядалось як перспективне. ЛЕП введена в експлуатацію у 1986 році, повністю завершена у 1988 році.
Західні дослідники наголошують, що співучасть Румунії та «допомога у розбудові» енергетики зі сторони СРСР відверто замовчувалась у самій Румунії, на фоні підтримки неухильного рейтингу технологічно передової Румунії при Чаушеску, яка абсолютно не потребує сторонньої допомоги і навпаки, будівництво широко висвітлювалась у СРСР. За домовленостями, Румунія брала фінансову участь із черги будівництва Південноукраїнської АЕС з 1985 року, за договором передбачалося, що Румунія буде отримувати з новозбудованої станції квоти електроенергії: 1,2 млн кВт·год електроенергії у 1985 2,4 млн кВт·год у 1986, 3 млн кВт·год у 1987 та 5 млн кВт·год починаючи з 1988 аж до 2004 року із правом на продовження поставок. В обмін на поставку зерновозів по технологічній документації переданій з СРСР, та інших нерозголошених товарів вжитку.
На шляху до Румунії також у проєкт заклали відкритий розподільний вузол «Приморське», із планованим приєднанням ще однієї атомної станції з Молдови: на початку 1980-х років СРСР також розглядав проєкт будівництва АЕС в Молдові, біля села Красна гірка, Григоріопольського району. На момент занепаду будівництва, вже були проведені дослідження можливості будівництва і навіть здійснені початкові фундаментні роботи, але аварія на Чорнобильській АЕС у 1986 році зупинила плани остаточно. По території Румунії, фрагмент лінії будувався коштом Румунії, передбачалось, що транспортування електроенергії до Болгарії матиме фінансову вигоду для власника ділянки. Після розпаду СРСР лінію внесли як вклад у спільну діяльність за договором між Укренерго, Консорціумом «Південна енергетична компанія» (м. Одеса) та компанією EMFESZ Kft, створеною Дмитром Фірташем. Через бездіяльність Консорціуму, ЛЕП не була відновлена.

## Сучасний стан
Відновлення лінії вважається перспективним кроком на шляху приєднання України до енергосистеми Європи ENTSO-E. До 2025 року заплановано будівництво підстанції 750 кВ «Приморська», до якої планується перепідключення лінії з організацією з'єднання «ЮУАЕС — ПС Приморська», а ділянка «ПС Приморська — ПС Ісакча» має бути переведена на напругу 400 кВ.
Таким чином лінія має підключитись до «Південного напівкільця» напругою 750 кВ, яке взяло свій початок з пуску у 2020 році нової лінії «Запорізька АЕС — Каховка». Доцільність відновлення у сторону Ісакча з можливим переведенням її на клас напруги 400 кВ була підтверджена у ході досліджень процесів інтеграції електромереж за підтримки Енергетичної асоціації США (USEA). Проєкт відновлення підтримує румунський системний оператор Transelectrica. Лінія залишається у власності держави на правах господарського відання НЕК «Укренерго», з усіма необхідними документами на землекористування ділянок опор.